# 罗杰·塞欣斯
罗杰·亨廷顿·塞欣斯（英語：Roger Huntington Sessions，1896年12月28日—1985年3月16日），美国作曲家，音乐教育家。

## 生平
曾在哈佛大学和耶鲁大学学习音乐，是美国本土培养出来的第一代作曲家之一。后来他先后在普林斯顿大学，伯克利加州大学和朱利亚德音乐学院任教，其学生中有许多著名作曲家。他的作品主要采用交响曲等传统体裁，形式严谨，内容较为晦涩难懂。他的早期风格受新古典主义影响较大，晚年则采用序列主义风格写作。